# Завадовская, Вера Николаевна
Графиня Ве́ра Никола́евна Завадо́вская, урождённая графиня Апра́ксина (2 ноября 1768 — 22 ноября 1845) — фрейлина, кавалерственная дама ордена Св. Екатерины меньшего креста, одна из первых красавиц своего времени; жена фаворита Екатерины II и первого министра просвещения России графа
П. В. Завадовского; возлюбленная русского поэта С. Н. Марина.

## Биография

### Происхождение
Единственная дочь графа Николая Фёдоровича Апраксина от брака с фрейлиной Софьей Осиповной Закревской. Оба младших брата умерли в детстве. Её отец был секунд-майором Конной гвардии, а мать дочерью получившего дворянство казака Осипа Закревского и Анны Григорьевны Разумовской (1722—1758), любимой сестры знаменитых графов А. Г. и К. Г. Разумовских.
Своё очень редкое в то время имя Вера получила в честь бабушкиной сестры Веры Григорьевны, бывшей замужем за богатым козелецким полковником Е. Ф. Дараганом и жившей при дворе в Петербурге.
Софья Осиповна имела большое влияние на своего дядю Кирилла Разумовского, и после смерти его жены, в 1771 году, переехала со своей семьей к нему в дом, где скоро стала его полной хозяйкой, хотя и занимала в нём двусмысленное положение. Оказавшись в 2-х летнем возрасте в доме графа Разумовского, Вера Николаевна жила в нём до своего замужества.

### Замужество

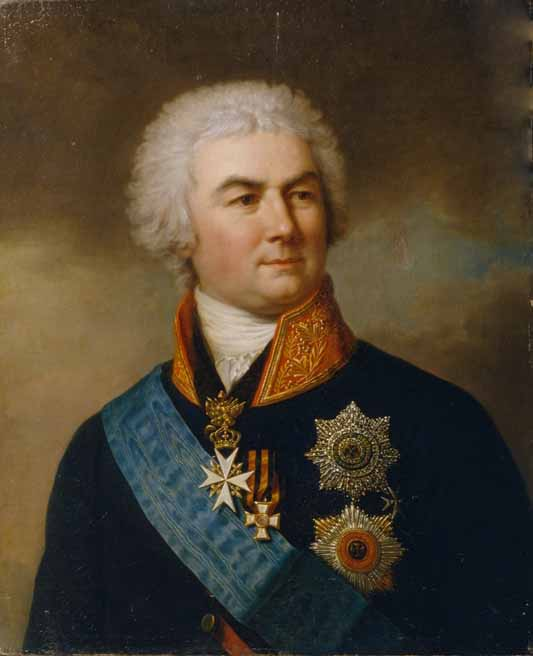
Пётр Васильевич Завадовский. Художник С. С. Щукин

Вере Николаевне не было ещё 15 лет, когда её красота стала обращать на себя внимание мужчин. Она была высокого роста, стройная, с темными глазами. Мать её, женщина умная и корыстная, всеми силами старалась устроить выгодную партию для своей дочери. В начале 1786 года Вера Николаевна была помолвлена с Петром Петровичем Нарышкиным
(1764—1825), незадолго перед тем овдовевшим, но брак этот расстроился.

Тогда Софья Осиповна решила выдать дочь за 46-летнего графа Петра Васильевича Завадовского, который часто проводил своё свободное время в доме Разумовского. Граф Завадовский был завидным женихом, богатый, обладал красивой внешностью и обаятельным обращением, поэтому без труда смог понравиться юной Вере Николаевне. Но сватовство шло туго. Завадовский признавался своему другу С. Р. Воронцову: 
Доброго и столь хорошего поведения девицу нельзя не любить; но это не есть обязательство жениться.

В 1787 году сам К. Разумовский жаловался своему зятю И. В. Гудовичу:
Год  всё обходился как жених с невестою, откладывая публичное оглашение сего акта с месяца на месяц, а наконец через месяц положил быть решительным .  Январь пришёл; двор отъезжает; он не решился, но уверяет. Мать и дочь в крайнем беспокойстве. Публика твердит негативу…

Наконец, в дело вмешалась сама Екатерина II, преподавшая Завадовскому ряд наставлений. Накануне свадьбы Завадовский писал императрице: 
Не бывши женихом, явлюсь завтра женатым. Предаюсь неизвестной судьбе, вспомогаемый вашим к тому ободрением. Хотя беру овечку из паршивого стада, но на свой дух надеюсь твердо, что проказа ко мне никак не престанет, наподобие того, как вынутое из грязи и очищенное от оной ничьих рук не марает.
Свадьба состоялась 30 апреля 1787 года без всяких церемоний в Гостилицах (вблизи Петербурга), принадлежавших гетману Разумовскому. В день свадьбы императрица прислала Завадовскому образ Спасителя, а Вера Николаевна была пожалована во фрейлины.
Брак этот вводил Завадовского в круг высшей аристократии того времени, хотя особой поддержки в служебной карьере он не дал.

### Семья
Первые шесть лет супруги прожили безоблачно. Граф Завадовский писал Воронцову :
Скажу моему милому другу, что в домашнем моем быту я провождаю последний квартал моего века с удовольствием. Жена по сердцу, детьми утешаюсь.

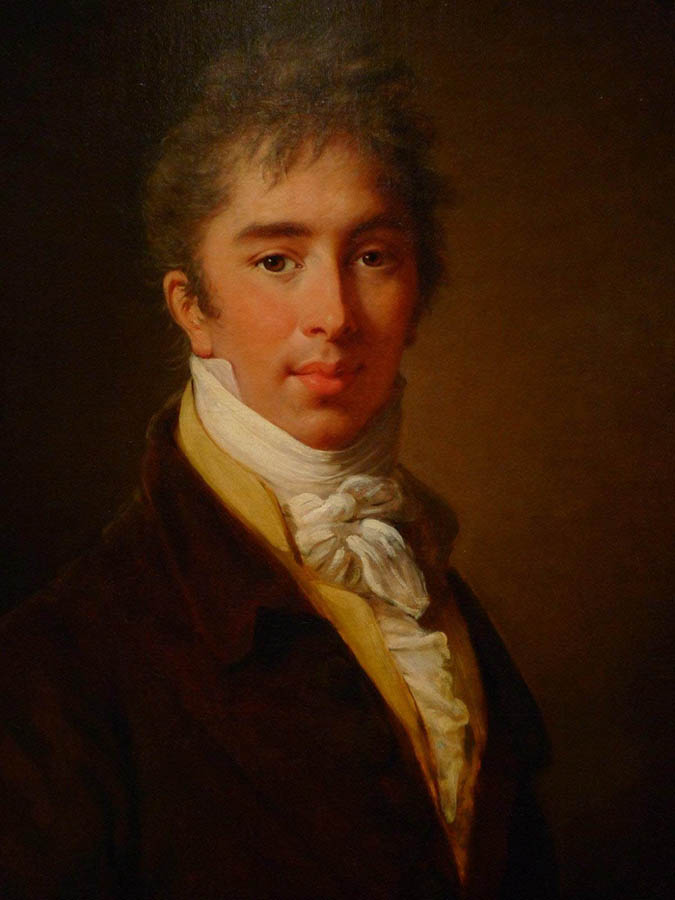
Князь Иван Барятинский

Однако счастье было непродолжительным. Дети Веры Николаевны рождались и умирали в малолетстве, в короткое время она похоронила шестерых. Осенью 1793 года, в течение 6-ти недель у Завадовских умер сын и старшая дочь Татьяна. По этому поводу граф писал:
Я познал, какова радость, какова печаль от детей: пятерых погреб; одна дочь 6-ти месяцев остается, которая не ободрение, а более трепет сердцу наводит. Толико я несчастный отец! Хоть живу, но как громом пораженный; сам не чувствую своей жизни...

Хандра, служебные неприятности, опала при Павле I, заставляли подолгу жить графа Завадовского в имении Ляличи, где он много читал и занимался хозяйством. Деревенская жизнь очень тяготила Веру Николаевну и заставляла её скучать. Она, хоть и вышла замуж по любви, стала жаловаться на меланхолию:
Никогда в жизни, я не чувствовала себя более одинокой, и мне было бы трудно привыкнуть к такого рода жизни, не  имея даже подруги при себе. Я делаю все, что могу, чтобы казаться веселой при муже, чтоб его не раздражать, но не знаю долго ли я это вынесу.
При её молодости, красоте и жажде светских успехов, домашняя жизнь со стареющим мужем, угрюмо погруженным в воспоминания о прошлом счастье и величии, представлялась ей безотрадною.
Уже с 1790-х годов в переписке современников появились намеки на отношения графини Завадовской к какому-то таинственному «Абеляру» и на происходящие вследствие этого бурные сцены между супругами.
В свете стали поговаривать, что отцом появившихся позднее и оставшихся в живых детей Веры Николаевны был князь И. И. Барятинский (1772—1825). Супруги то расходились, то сходились опять, но до открытого разрыва дело не доходило никогда, из-за уважения графа Завадовского к своей тёще и фельдмаршалу Разумовскому.
В свете Вера Николаевна пользовалась незавидной репутацией.

Граф С. Р. Воронцов составил себе такое понятие о жене своего друга, что при отправлении своего сына в Россию писал Ф. В. Ростопчину:
Я был бы рад, чтобы мой сын остановился у графа Завадовского, если бы, к несчастию, мой друг не был женат на совершенно распущенной женщине. Молодость имеет много прелести для такой особы: она способна была бы его обольстить.

Вообще семейные отношения Завадовских представлялись загадкою для его друзей и знакомых. Князь А. Б. Куракин писал:
При всей  его подозрительности и явном неудовольствии против жены он кажется в хороших отношениях с ней, потому лишь, что мы никогда не видали, чтоб он был ласков к ней.

### Муза поэта

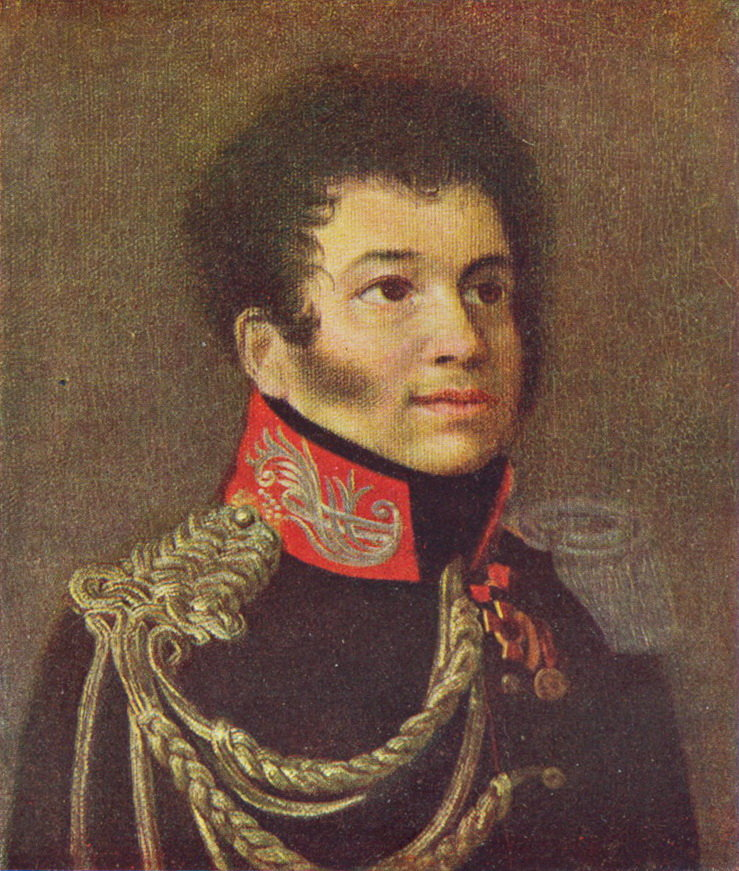
Поэт Сергей Марин

По вступлении на престол Александра I граф Завадовский был вызван в Петербург, в 1802 году он занял пост министра народного просвещения. В ноябре 1806 года Вера Николаевна была пожалована кавалерственною дамою ордена св. Екатерины меньшего креста. Для неё началась привычная светская жизнь — балы, домашние спектакли, поклонники. Дети подрастали: сыновья были пожалованы в камер-юнкеры; а старшая дочь София — во фрейлины.
В это время в Веру Николаевну влюбился молодой поэт Сергей Марин (1775—1813), для него она стала единственной любовью, которой он не изменил до конца своих дней. Графиня отвечала поэту взаимностью и была его музой, но, чтобы избежать сплетен и не вызвать гнев мужа, Марин называл её «Лилой», а иногда просто «верой» — верою в божество:
     Увидев веры совершенство, 

     Я презрел света суету.

     Где веры нет, там нет блаженства,

     Без ней смерть жизни предпочту…
Годы брали своё, муж Веры Николаевны стал часто болеть, силы покидали его. Он умер в Петербурге 10 января 1812 года. А в феврале 1813 года на даче Веры Николаевны за Нарвской заставой скончался от пули, полученной ещё при Аустерлице, её возлюбленный Сергей Марин. Все хлопоты по захоронению поэта графиня Завадовская взяла на себя. Но делала это она втайне, дабы не вызвать лишних кривотолков в обществе. На постаменте надгробия поэта были высечены слова:
     О, мой надежный друг!

     Расстались мы с тобой,

     И скрылись от меня 

     И счастье и покой.
     Могла ль бы осушить мои печальны вежды,

     Когда во вере я святой

     Не зрела сладостной надежды,

     Что в вечности опять увижуся с тобой.
Это были стихи самой Веры Николаевны, но она никогда не признавала их своими.
Графине Завадовской предстояло прожить ещё очень долгую жизнь, она пережила свою старшую дочь и 14-летнего внука Петра Васильевича Завадовского, умершего в 1842 году в Неаполе, с его смертью род графов Завадовских пресёкся.
Скончалась Вера Николаевна 22 ноября 1845 года в Нарве и была похоронена в селе Межники Порховского уезда Псковской губернии.

## Семья

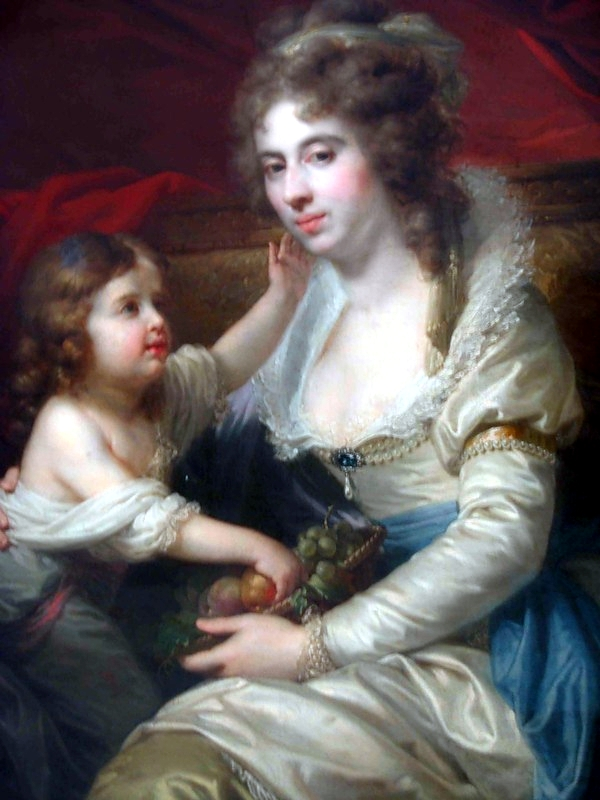
Графиня Завадовская с дочерью Татьяной (1790-е)

Супруги Завадовские имели 10 дочерей и 4 сыновей:
- Пелагея (06.02.1788—07.09.1788)[7]
- Пелагея (02.12.1788[8] — ?), крестница М. О. Нарышкиной.
- Татьяна (1789 — ноябрь 1793)
- Пётр (1790—1790)
- Мария (12.01.1790 — ?)
- Прасковья (1791—1792)
- Василий  (19.01.1792 — октябрь 1793), крещён 25 января 1792 года в Исаакиевском соборе, крестник графа А. Р. Воронцова.
- Екатерина (13.05.1793 — 1794), крещена 18 мая 1793 года в Исаакиевском соборе, крестница сестры Татьяны.
- Александр (29.10.1794—27.10.1856), крещён 30 октября 1794 года в Исаакиевском соборе, крестник А. А. Безбородко. Поручик Александровского гусарского полка, камергер, чиновник Коллегии иностранных дел, приятель Грибоедова, участник «четверной дуэли» (24.11.1817 Шереметев — Завадовский — Грибоедов — Якубович) из-за балерины Истоминой. Вследствие дуэли, на которой он смертельно ранил В. В. Шереметьева, выехал за границу и жил в Лондоне. Умер холостым.
- Софья (1795 — 23.02.1829), фрейлина с 1811 года; была замужем (с 30.04.1815)[9] за князем Владимиром Николаевичем Козловским (1790—1847), которого из-за его пьянства оставила и ушла к А. М. Исленьеву (1794—1882), они венчались, но брак не был признан. Графиня Вера Николаевна дочь простила. Их дети получили фамилию Иславины и были записаны в купеческое сословие; одна из дочерей, Любовь Александровна Иславинова (1826—1886), в замужестве Берс, была матерью С. А. Толстой, жены писателя Л. Н. Толстого.
- Варвара (17.03.1796[10] — до 1815), крестница графини Е. П. Завадовской.
- Пётр (18.04.1797[10] — ?)
- Василий (21.07.1798 — 10.10.1855) — обер-прокурор Сената. Был женат на известной красавице Елене Михайловне Влодек (1807—1874).
- Аделаида (Аглаида)  (01.12.1799[11] — 13 июня 1844[12]), крестница своей сестры Софьи, была замужем за Ф. И. Мержеевским (ум. 1851), предводителем дворянства Могилёвской губернии.
- Татьяна  (19.04.1802—5.01.1884), была замужем за сенатором В. И. Каблуковым (1781—1848).